# Tanyproctus fastus
Tanyproctus fastus är en skalbaggsart som beskrevs av Rudolph Petrovitz 1968. Tanyproctus fastus ingår i släktet Tanyproctus och familjen Melolonthidae. Inga underarter finns listade i Catalogue of Life.